# سو دوغان (مقدمة برامج إذاعية)
سو دوغان (بالإنجليزية: Sue Dougan)‏ هي مقدمة برامج إذاعية بريطانية، ولدت في 29 أكتوبر 1974.